# Tobias Egli
Tobias Egli (* 1534 in Zürich; † 15. November 1574 in Chur) war ein Schweizer reformierter Pfarrer und Antistes der evangelisch-rätischen Synode.

## Leben
Tobias Egli wurde 1534 in Zürich geboren. Der ursprüngliche Name seiner Familie war Götz. Er besuchte Schulen in seiner Heimatstadt und war um das Jahr 1557 herum in Marburg. 1558 wurde er ordiniert und übernahm die Pfarrstelle in Weiach. Noch im gleichen Jahr wurde er Pfarrer in Frauenfeld.
Weil er sich dort sehr für die Reformation einsetzte, verklagten die Katholiken Egli im Jahr 1561. Der Strafe der Inhaftierung entkam er durch Flucht zurück nach Zürich. In Davos diente er ab Mai 1561 nach Aufnahme in die Bündner Synode als Pfarrer. Im Frühling 1563 wechselte er erneut, weil seiner Frau die Abgelegenheit des kleinen Dorfes nicht gefiel.
Zwei Jahre später übernahm er die Pfarrstelle Russikon. Als 1566 der damalige Antistes Johannes Fabricius Montanus starb, übernahm Egli sein Amt. In Chur wurde er mit mehreren schwierigen Situationen um Johannes Gantner konfrontiert und verstarb dort am 15. November 1574 an der Pest.
Eglis Leben war stark von seinem Mentor Heinrich Bullinger beeinflusst, der ihm Pfarrstellen und die Stelle als Antistes ermöglichte.